# ناوچه سبک کلاس باینونا
ناوچه سبک کلاس باینونا (به انگلیسی: Baynunah-class corvette) یک کلاس از ناوچه سبک به طول ۷۱٫۳ متر است.